# Ballana chrysothamnus
Ballana chrysothamnus är en insektsart som beskrevs av Delong och Davidson 1934. Ballana chrysothamnus ingår i släktet Ballana och familjen dvärgstritar. Inga underarter finns listade i Catalogue of Life.